# Aaron Lufkin Dennison
 (mai 2015).
Si vous disposez d'ouvrages ou d'articles de référence ou si vous connaissez des sites web de qualité traitant du thème abordé ici, merci de compléter l'article en donnant les références utiles à sa vérifiabilité et en les liant à la section « Notes et références ».
Pour les articles homonymes, voir Dennison.
Aaron Lufkin Dennison (Freeport, État du Maine, 6 mars 1812 - Birmingham, 9 janvier 1895) était un horloger américain.

## Apprentissage du métier
Il avait un esprit pratique de la mécanique et s'intéressa rapidement à l'horlogerie. Après 3 années d'apprentissage auprès de James Cary, il se rendit en 1833 à Boston pour se perfectionner dans le métier d'horloger au cours de plusieurs emplois successifs. Il bénéficia en particulier des enseignements de Tubal Hone - qui était en ce temps considéré être parmi les meilleurs horlogers du pays - et découvrit les imprécisions existant dans le concept de base de la construction du mouvement, dans la finition des parties constituantes ainsi que dans l'assemblage des plus parfaites montres manufacturées à l'époque. Il se rendit souvent à la fabrique d'armes de Springfield, Massachusetts, prédisant que bientôt la manufacture horlogère serait forcée d'appliquer les mêmes principes intangibles de systématique, de perfection et de productivité déjà appliqués dans la production de l'armement. Vers 1840 il inventa la Jauge standard Dennison et consacra tous ses temps libres à son rêve d'industrialisation de la manufacture horlogère, connu sous le nom de American System of Watch Manufacturing, soit le « Système Interchangeable ».

## La petite entreprise qui monte
Entre-temps, en 1844, Aaron L. Dennison, qui était également engagé dans le commerce de bijouteries à Boston, réalisa qu'il pouvait fabriquer des écrins en carton meilleurs que ceux qui étaient jusqu'alors importés de l'ancien monde. Il acheta carton et papier de couverture nécessaires et retourna auprès de sa famille à Brunswick, Maine. Là, son père, le colonel Andrew Dennison, lui coupa les premiers écrins, qui furent recouverts et assemblés par les habiles mains de ses sœurs. Son nouveau commerce se développa avec succès. Afin de pouvoir poursuivre son rêve de perfectionnement horloger, il le confia 5 ans plus tard à son frère cadet, Eliphalet Whorf Dennison, qui en poursuivit le développement avec un tel succès que The Dennison Manufacturing Company put fusionner avec son plus grand concurrent en 1990, pour former la Avery Dennison Corporation, à Pasadena en Californie, et dominer le marché.

## Rêve américain et paisible retraite
En 1849, Aaron L. Dennison s'associa avec Edward Howard (fabricant de pendules et horloges) afin d'essayer de réaliser son rêve de fabriquer des parties de mouvements parfaitement interchangeables, afin de drastiquement augmenter la qualité en baissant les coûts. Grâce au capital du troisième associé, Samuel Curtis (fabricant de miroirs), ils créèrent en 1850 la société qui devint finalement la Waltham Watch Company, la première manufacture horlogère qui développa les machines-outils, les systèmes de production et de contrôle nécessaires afin de produire des parties de mouvements parfaitement interchangeables, assembler et vendre avec succès des montres de haute précision à des prix compétitifs, établie depuis 1854 à Waltham, Massachusetts.
À la fin de sa vie, Aaron L. Dennison s'établit en Europe et poursuivit sa carrière entre la Suisse et l'Angleterre, où il mourut à Birmingham le 9 janvier 1895.